# Palmer (Alaszka)
Palmer település az Amerikai Egyesült Államok Alaszka államában, Matanuska-Susitna megyében, melynek megyeszékhelye is. Lakosainak száma 5888 fő (2020. április 1.).

## Népesség
A település népességének változása:

| 2010 | 5 937 |
| 2020 | 5 888 |